# Timol
El Timol (Thymol), fórmula química C10H14O,
(també conegut com a 2-isopropil-5-metilfenol), (IPMP) és un compost químic natural, un monoterpè derivat del cimè, C10H14O, isomèric amb el carvacrol, que es troba en l'oli essencial del timó (altrament dit farigola) i que s'extreu com una substància cristal·lina blanca d'olor agradable i aromàtic i amb fortes propietats antisèptiques. La seva densitat és de 0,96 g/ml. El timol només és lleugerament soluble en aigua neutra però és molt soluble en alcohols i altres solvents orgànics. També s'anomena "Isopropil-m-cresol" i "hidroxi cimè". Preparat per l'apicultura s'anomena Apiguard.

## Història
En l'antic Egipte es feia servir el timol i el carvacrol per preservar les mòmies, actualment se sap que ambdós compostos són biològicament actius contra bacteris i fongs.
El timol cristal·litzat va ser descobert per Caspar Neumann el 1719 i sintetitzat pur el 1842 per von M. Lallemand.

## Usos
El timol s'ha fet servir amb èxit per combatre la varroasi de les abelles. Un ús menor és per matar les espores dels fongs que afecten els llibres vells. Tambés'ha fet servir per combatre algunes infeccions produïdes per insectes. És un antisèptic actiu per exemple en la pasta dentrífica i combat la gingivitis. La seva activitat antimicrobiana és per la seva estructura fenòlica, combat per exemple Aeromoans hydrophila i Staphylococcus aureus.
També les plantes (Monarda fistulosa i Monarda didyma) són fonts naturals de timol.

## Llista de plantes que contenen timol
- Thymus glandulosus[6]
- Thymus hyemalis[7]
- Thymus vulgaris (timó, farigola)[7],[8]
- Thymus zygis[9]
- Origanum compactum[6]
- Origanum dictamnus[10]
- Origanum onites[11],[12]
- Origanum vulgare[13],[14]

## Toxicologia
Té una toxicitat mínima amb un risc mínim.
- Antibacterià potent d'Escherichia coli[16],[17]
- Activitat antimicrobiana contra
  - Listeria monocytogenes[18]
  - Bacillus subtilis[18]